# 米沢北インターチェンジ
米沢北インターチェンジ（よねざわきたインターチェンジ）は、山形県米沢市窪田町小瀬にある、東北中央自動車道のインターチェンジである。元々当ICは、米沢南陽道路として供用されていたが、2017年（平成29年）11月4日に当IC - 福島大笹生IC間が開通し、東北中央自動車道に改称された。

## 歴史
- 1997年（平成9年）11月21日 : 米沢南陽道路の米沢北IC - 南陽高畠IC間開通。
- 2017年（平成29年）11月4日 : 福島大笹生IC - 米沢北IC間開通[2]。同時に当IC - 南陽高畠IC間を東北中央自動車道に改称[1]。

## 周辺
- 最上川
- 田塚神社
- 米沢市立窪田小学校

## 接続する道路
- 直接接続
  - 国道121号（舘山バイパス）
- 間接接続
  - 国道13号

## 料金所

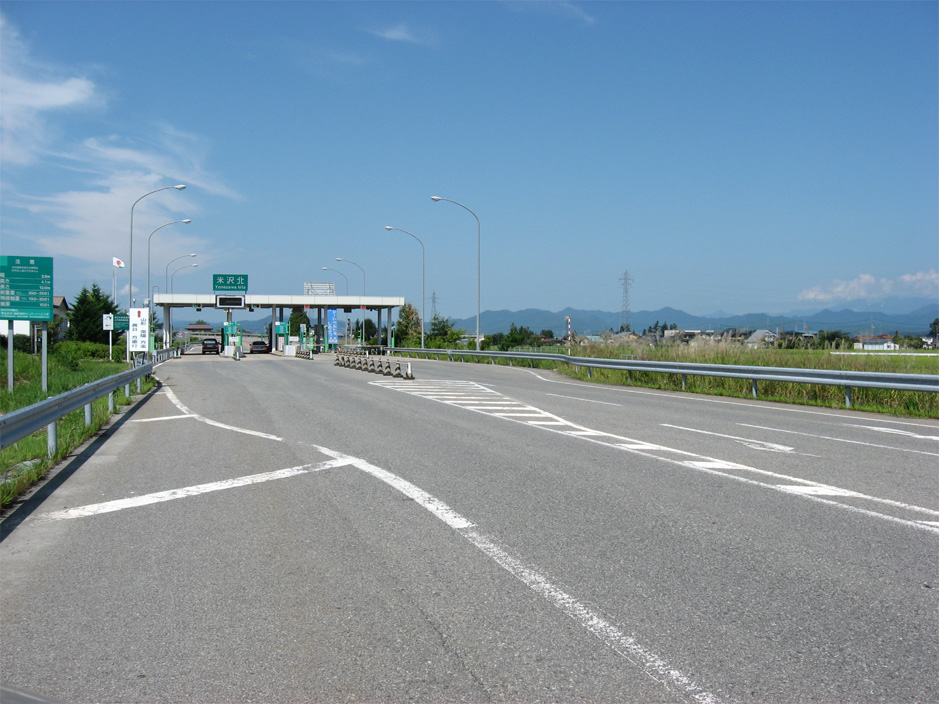
廃止された出入口料金所（設備は撤去済みで現存せず）

2017年（平成29年）9月28日までは当IC出入口に料金所が設置されていたが、通行料金無料となる当IC以南の供用に伴い、当ICから南陽高畠IC寄りの本線上に移設された米沢北本線料金所で料金を徴収する形となっている。これに伴い、当IC出入口の料金所は廃止された。

## インターチェンジ内の関連施設
- 高速道路交通警察隊米沢分駐隊（2017年10月発隊）[5]

## 隣
E13 東北中央自動車道
(9) 米沢中央IC - (10) 米沢北IC - 米沢北TB - 高畠SIC（事業中） - (11) 南陽高畠IC